# 瓦连京·彼得罗维奇·费奥多罗夫
瓦连京·彼得罗维奇·费奥多罗夫（俄語：Валентин Петрович Фёдоров，1939年9月6日—2021年1月12日），俄罗斯经济学家、政治人物。俄罗斯科学院通讯院士。

## 生平
1957年至1962年就读于莫斯科普列汉诺夫国民经济学院。1964年进入苏联科学院世界经济与国际关系研究所工作。1987年至1991年，担任莫斯科普列汉诺夫国民经济学院国际关系副系主任。1990年至1991年，担任萨哈林州执行委员会主席。1991年至1993年，担任萨哈林州州长。1993年至1994年，担任俄罗斯联邦经济部副部长。1994年至1997年，担任俄罗斯工业家和企业家联合会副主席。1997年至1998年，担任萨哈（雅库特）共和国政府主席。2000年担任俄罗斯科学院欧洲研究所副所长。2011年当选俄罗斯科学院通讯院士。2021年1月12日逝世。